# Саутленд (телесериал)
«Саутленд» («Южная территория», англ. Southland) — американский телевизионный сериал в жанре криминальная драма, производством которого занималась Warner Bros. Television. Автором сериала является обладательница прайм-таймовой премии «Эмми» Энн Бидерман. Премьера сериала состоялась 9 апреля 2009 года на NBC, после первого сезона канал объявил об отмене «Саутленда», после чего права на показ сериала приобрёл канал TNT. 17 января 2012 года на TNT начался показ четвёртого сезона, а 13 февраля 2013 года стартовал пятый сезон.
10 мая 2013 канал TNT сообщил о закрытии «Саутленда».

## Сюжет
В центре сюжета сериала работа полицейского департамента Лос-Анджелеса. Новобранец Бен Шерман поступает под начало опытного инструктора и настоящего профессионала Джона Купера. Детективы Сэмми Брайант и Нэйт Моретта работают в отделе по борьбе с бандитизмом и наркотиками. Детективы Лидия Адамс и Расселл Кларк расследуют убийства. Офицер Чики Браун мечтает стать первой женщиной в отряде спецназа, но пока ей приходится работать с алкоголиком Дьюи Дудеком.

## Персонажи
Основные герои
- Бенджамин Шерман (Бенджамин Маккензи) — новобранец, поступивший под начало Джона Купера, весьма обеспечен и пользуется успехом у женщин. В четвёртом сезоне Шерман успешно заканчивает свою стажировку и становится напарником Сэмми Брайанта.
- Джон Купер (Майкл Кадлиц) — старший инструктор, работающий с Беном Шерманом, профессионален и строг. В третьем сезоне из-за болей в спине Купер становится зависим от обезболивающих. В четвёртом сезоне он возвращается к работе после операции и курса реабилитации от наркозависимости.
- Сэмми Брайант (Шон Хэтоси) — детектив отдела по борьбе с бандитизмом и наркотиками, напарник Нэйта Моретты. У Сэмми непростые отношения с женой Тэмми, которая в итоге от него уходит к другому мужчине. После смерти Моретты Сэмми уходит с должности детектива и возвращается к работе на улице в качестве патрульного офицера и напарника Бена Шермана.
- Лидия Адамс (Реджина Кинг) — детектив отдела по расследованию убийств, напарница Расселла Кларка. Она живёт с матерью и не может наладить свою личную жизнь. После ранения Кларка Лидии назначали новых напарников, однако с ними она не уживалась.

Второстепенные
- Нэйт Моретта (Кевин Алехандро) — детектив отдела по борьбе с бандитизмом и наркотиками, напарник Сэмми Брайанта.
- Расселл Кларк (Том Эверетт Скотт) — детектив отдела по расследованию убийств, напарник Лидии Адамс. Расселл был тяжело ранен обезумевшим соседом, после чего перешёл на бумажную работу.
- Джессика Танг (Люси Лью) — патрульный офицер, напарница Джона Купера в четвёртом сезоне.
- Дилер (Ник Меннелл) — второстепенный персонаж в первых трёх сезонах, занимающийся незаконной деятельностью на чёрном рынке.